# Doniphan (Nebraska)
Doniphan és una població dels Estats Units a l'estat de Nebraska. Segons el cens del 2000 tenia 763 habitants.

## Demografia
Segons el cens del 2000, Doniphan tenia 763 habitants, 288 habitatges, i 213 famílies. La densitat de població era de 640,4 habitants per km².
Dels 288 habitatges en un 41,7% hi vivien nens de menys de 18 anys, en un 55,2% hi vivien parelles casades, en un 15,3% dones solteres, i en un 26% no eren unitats familiars. En el 24% dels habitatges hi vivien persones soles el 8,7% de les quals corresponia a persones de 65 anys o més que vivien soles. El nombre mitjà de persones vivint en cada habitatge era de 2,58 i el nombre mitjà de persones que vivien en cada família era de 3,01.
Per edats la població es repartia de la següent manera: un 30,7% tenia menys de 18 anys, un 8,1% entre 18 i 24, un 29,2% entre 25 i 44, un 19,1% de 45 a 60 i un 12,8% 65 anys o més.
L'edat mediana era de 35 anys. Per cada 100 dones de 18 o més anys hi havia 77,5 homes.
La renda mediana per habitatge era de 36.985 $ i la renda mediana per família de 42.917 $. Els homes tenien una renda mediana de 30.588 $ mentre que les dones 19.904 $. La renda per capita de la població era de 15.641 $. Aproximadament el 9,9% de les famílies i el 10,2% de la població estaven per davall del llindar de pobresa.

## Poblacions més properes
El següent diagrama mostra les poblacions més properes.